# Madsen M-50
Madsen M50 (або M/50) — данський пістолет-кулемет калібру 9x19 мм Luger, розроблений у 1950 році Данським промисловим синдикатом.
Зброю було створено як заміну більш ранньому Madsen M-45, який виявився надто складним і дорогим, щоб його можна було легко продавати. В ході розробки заміни було створено модель Madsen M46, що пізніше еволюціонувала в M50 (головною відмінністю між цими моделями є спрощене руків'я зведення у M50). Моделі M46/50/53 були розроблені як максимально прості та легкі для масового виробництва. Презентація M/50 відбулася 7 листопада 1950 року в Моседе, Данія.
M46/50/53 виготовлені зі штампованого листового металу. Вони мають унікальний дизайн: ствольна коробка виготовлена з двох частин зі штампованого листового металу, до задньої з яких інтегровано пістолетне руків'я, до передньої — корпус магазина. Ці деталі з'єднуються разом подібно до мушлі молюска з шарніром у задній частині пістолетного руків'я та утримуються за допомогою стопорної гайки.
Зброя має затвор відкритого типу і може вести вогонь лише в автоматичному режимі. Приклад виготовлений зі сталевих трубок, обтягнутих шкірою, і може складатися на правий бік зброї. Крім того, зброя має важільний запобіжник, розташований нетипово — перед корпусом магазина. Для стрільби користувач повинен охопити корпус магазина й утримувати важіль безпеки — таким чином, стріляти з цієї зброї можливо тільки тримаючи її обома руками .
В 1953 році було представлено останню модифікацію в цій лінійці, M/53, яка відрізняється від попередника тим, що використовує вигнуті магазини замість прямих і може бути оснащений додатковим кожухом ствола, який має вушко для кріплення багнета.

## Оператори
Пістолети-кулемети Madsen продавалися здебільшого в різні країни Азії та Південної Америки. Крім того, Бразилія виготовляє INA Model 953 — ліцензійну копію M/50 під патрон .45 ACP.
- Аргентина
- Болівія
- Бразилія (виробляється за ліцензією)
- Велика Британія (лише тестування)[a]
- Венесуела
- Гватемала
- Данія
- Індонезія
- Колумбія
- Нікарагуа
- Парагвай
- Південний В'єтнам
- В'єтнам
- Республіка Китай
- Сальвадор
- США (під час В'єтнамської війни)[b]
- Таїланд
- Чилі

#### Недержавні суб'єкти
- Асоціація оборони Ольстера та ін.
- Комуністична партія Бразилії та ін.
- Комуністична партія Малаї